# Thomas Newbold

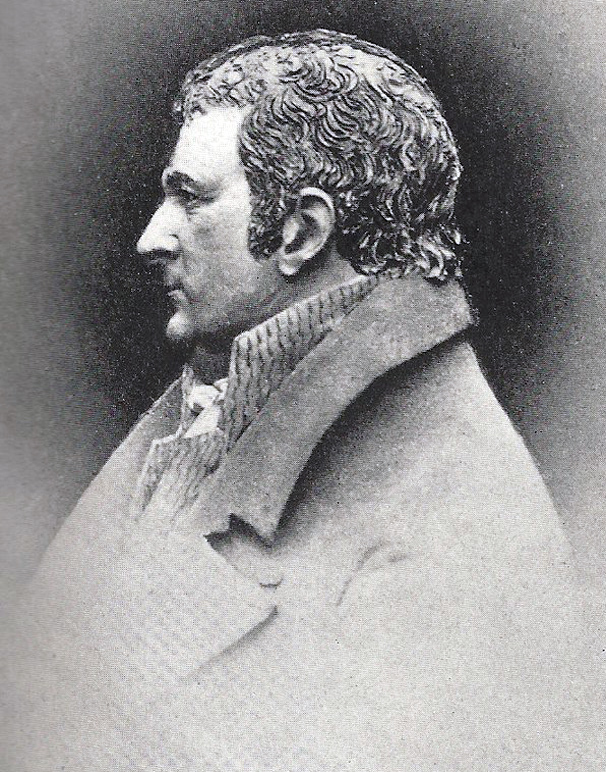
Thomas Newbold

Thomas Newbold (* 2. August 1760 in Springfield, Burlington County, Province of New Jersey; † 18. Dezember 1823 ebenda) war ein US-amerikanischer Politiker. Zwischen 1807 und 1813 vertrat er den Bundesstaat New Jersey im US-Repräsentantenhaus.

## Werdegang
Thomas Newbold arbeitete als junger Mann zunächst in der Landwirtschaft. Außerdem begann er eine politische Laufbahn als Mitglied der von Thomas Jefferson gegründeten Demokratisch-Republikanischen Partei. Im Jahr 1797 wurde er in die New Jersey General Assembly gewählt. Damals stieg Newbold auch in das Bankgewerbe ein.
Bei den Kongresswahlen des Jahres 1806 wurde er für den zweiten Sitz von New Jersey in das US-Repräsentantenhaus in Washington, D.C. gewählt, wo er am 4. März 1807 die Nachfolge von Ebenezer Elmer antrat. Nach zwei Wiederwahlen konnte er bis zum 3. März 1813 drei Legislaturperioden im Kongress absolvieren. In diese Zeit fiel der Beginn des Britisch-Amerikanischen Krieges von 1812. Im Jahr 1812 wurde Newbold nicht wiedergewählt.
Von 1820 bis 1822 war Thomas Newbold noch einmal als Abgeordneter im Staatsparlament von New Jersey. Er starb am 18. Dezember 1823 in seinem Geburtsort Springfield.